# Route nationale 610
Die Route nationale 610, kurz N 610 oder RN 610, war eine französische Nationalstraße, die von 1933 bis 1973 zwischen einer Straßenkreuzung mit der ehemaligen Nationalstraße 113 bei Trèbes westlich von Carcassonne und Kreuzung mit der ehemaligen Nationalstraße 607 bei Aigues-Vives nordöstlich von Olonzac verlief. Ihre Länge betrug 36 Kilometer.